# 朝鮮操縱2012年韓國總統選舉輿論事件
朝鮮操縱2012年韓國總統選舉輿論事件是指朝鮮政府被指控在2012年大韓民國總統選舉期間，透過網軍在網路世界發言進行輿論操作，確切主責部門不得而知，多數觀點認為與204局有關，被認為是心理戰型態的網路攻擊。

## 概要
在2012年大韓民國總統選舉期間（該年4月23日選人登記至12月19日選舉日），朝鮮政府被指稱介入韓國當局的大選，據東亞日報的報導指出，朝鮮當局在選舉期間共設立了約100多個Facebook帳號、100多個YouTube頻道、80多個微博帳號、15個推特帳號、5個Flickr帳號，同時並架設了83個網站，其中以「由我們民族之間」、「民族通信」、「朝鮮民主主義」在內的3個推特帳號便發送了高達5690則推文，其他的推特假帳號發送的疑似干涉選舉約數千則的留言數在選舉期間上升到數萬則，以其中一個帳戶的內容為例，在2012年9月1日到12月18日這段期間便發送了約30則誹謗留言，支持換屆及在野黨候選人的留言則有167則，此帳戶披露由韓國的情報部門向韓國國會進行匯報，時任韓國總統朴槿惠亦曾提及朝鮮網軍確實存在輿論的操作。相關報導的資料顯示，朝鮮網軍存在被稱為204局的心理戰部隊，人數據悉約100人，專門操作他國的輿論，而此次事件被認為是針對新世界黨的保守派人士，因而企圖直接干預選舉。前韓國國防部朝鮮分析家高永喆曾對此表示：
前面提到的負責訊息和心理作戰的「204局」對訊息進行了巧妙的處理，當時，一名女子高中生因美軍坦克的死亡事件，引發反美抗議導致執政黨候選人落選。同時，網路上大量報導親北左派「盧武鉉若未當選，將與朝鮮開戰」的訊息，推動年輕人支持處於弱勢的盧武鉉，因此在明年4月開始至年底的總統選舉中，朝鮮應該會對南方進行網絡訊息戰和心理戰。

 — 看不見的敵人 執行部隊3000人 金正日的成果造就了「北韓網路恐怖主義部隊」的能力， 拓殖大學國際開發研究所研究員高永喆（社團法人日本戰略研究論壇）